# Жер (Атлантические Пиренеи)
Жер (фр. Ger) — коммуна во Франции, находится в регионе Аквитания. Департамент — Атлантические Пиренеи. Входит в состав кантона Валле-де-л’Ус и дю Лагуэн. Округ коммуны — По.
Код INSEE коммуны — 64238.

## География

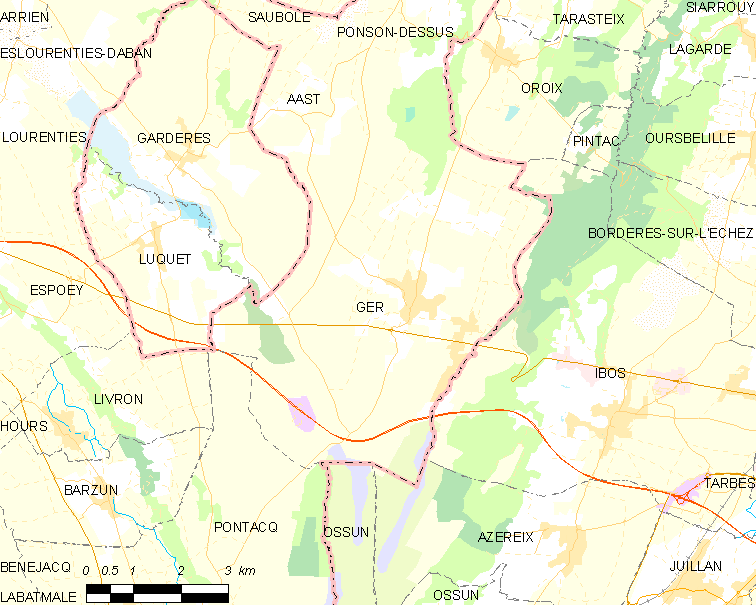
Карта коммуны

Коммуна расположена приблизительно в 650 км к югу от Парижа, в 185 км южнее Бордо, в 27 км к востоку от По.
По территории коммуны протекают реки Габас и Лис.

### Климат
Климат тёплый океанический. Зима мягкая, средняя температура января — от +5°С до +13°С, температуры ниже −10 °C бывают редко. Снег выпадает около 15 дней в году с ноября по апрель. Максимальная температура летом порядка 20-30 °C, выше 35 °C бывает очень редко. Количество осадков высокое, порядка 1100 мм в год. Характерна безветренная погода, сильные ветры очень редки.

## Население
Население коммуны на 2010 год составляло 1916 человек.
| 1962 | 1968 | 1975 | 1982 | 1990 | 1999 | 2010 |
| ---- | ---- | ---- | ---- | ---- | ---- | ---- |
| 991  | 1016 | 1135 | 1366 | 1482 | 1648 | 1916 |

## Администрация
| Период | Период | Фамилия         | Партия | Примечания |
| ------ | ------ | --------------- | ------ | ---------- |
| 1977   | 1983   | Альбер Гужи     |        |            |
| 1983   | 2001   | Рене Лафон-Пюйо |        |            |
| 2001   | 2020   | Жан-Поль Маттеи |        |            |

## Экономика
В 2010 году среди 1232 человек трудоспособного возраста (15-64 лет) 917 были экономически активными, 315 — неактивными (показатель активности — 74,4 %, в 1999 году было 72,8 %). Из 917 активных жителей работали 854 человека (466 мужчин и 388 женщин), безработных было 63 (36 мужчин и 27 женщин). Среди 315 неактивных 107 человек были учениками или студентами, 144 — пенсионерами, 64 были неактивными по другим причинам.

## Достопримечательности
- Церковь Св. Петра
- Менгир (эпоха неолита). Исторический памятник с 1966 года[4]

## Фотогалерея

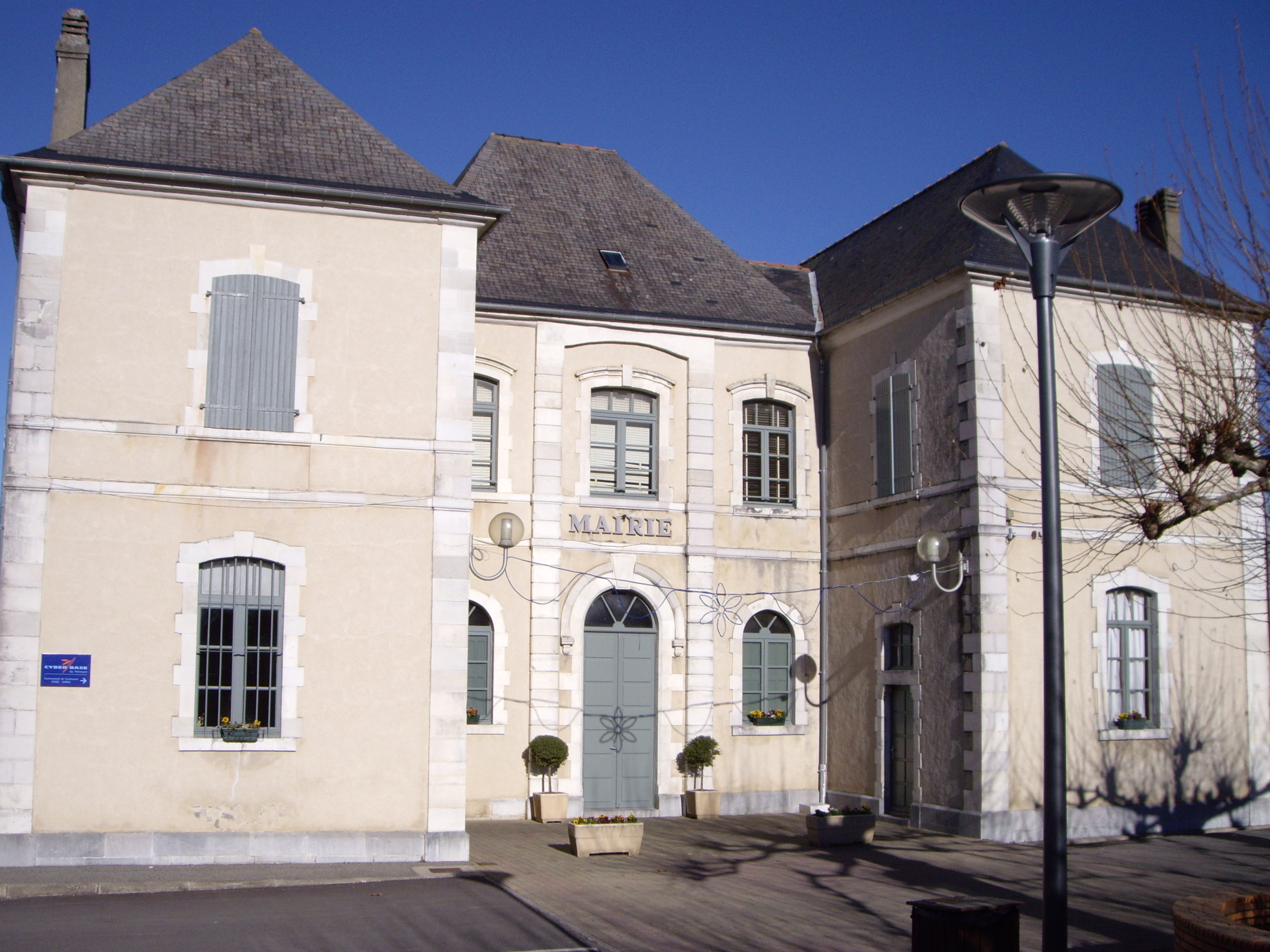
Мэрия
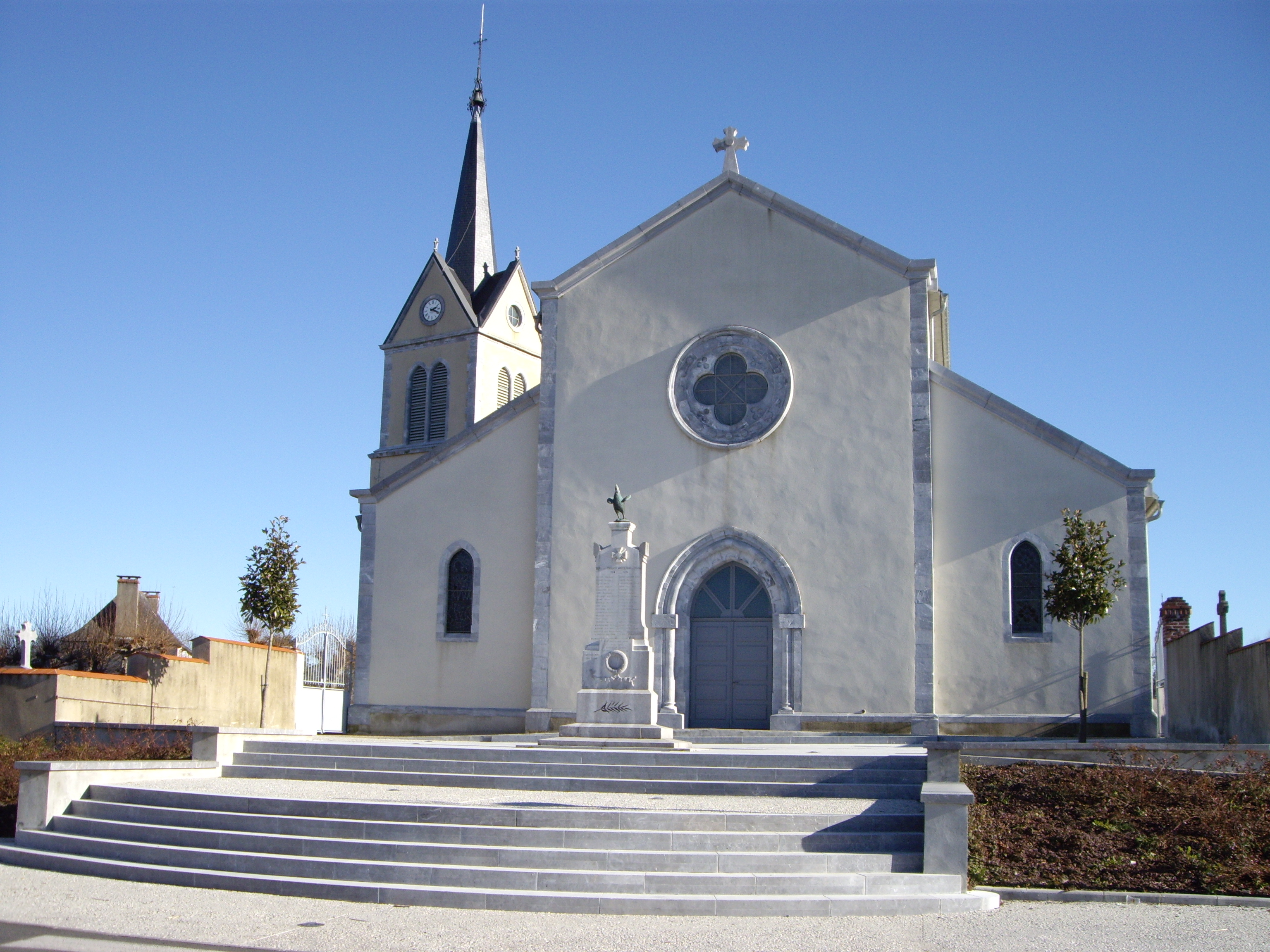
Церковь Св. Петра
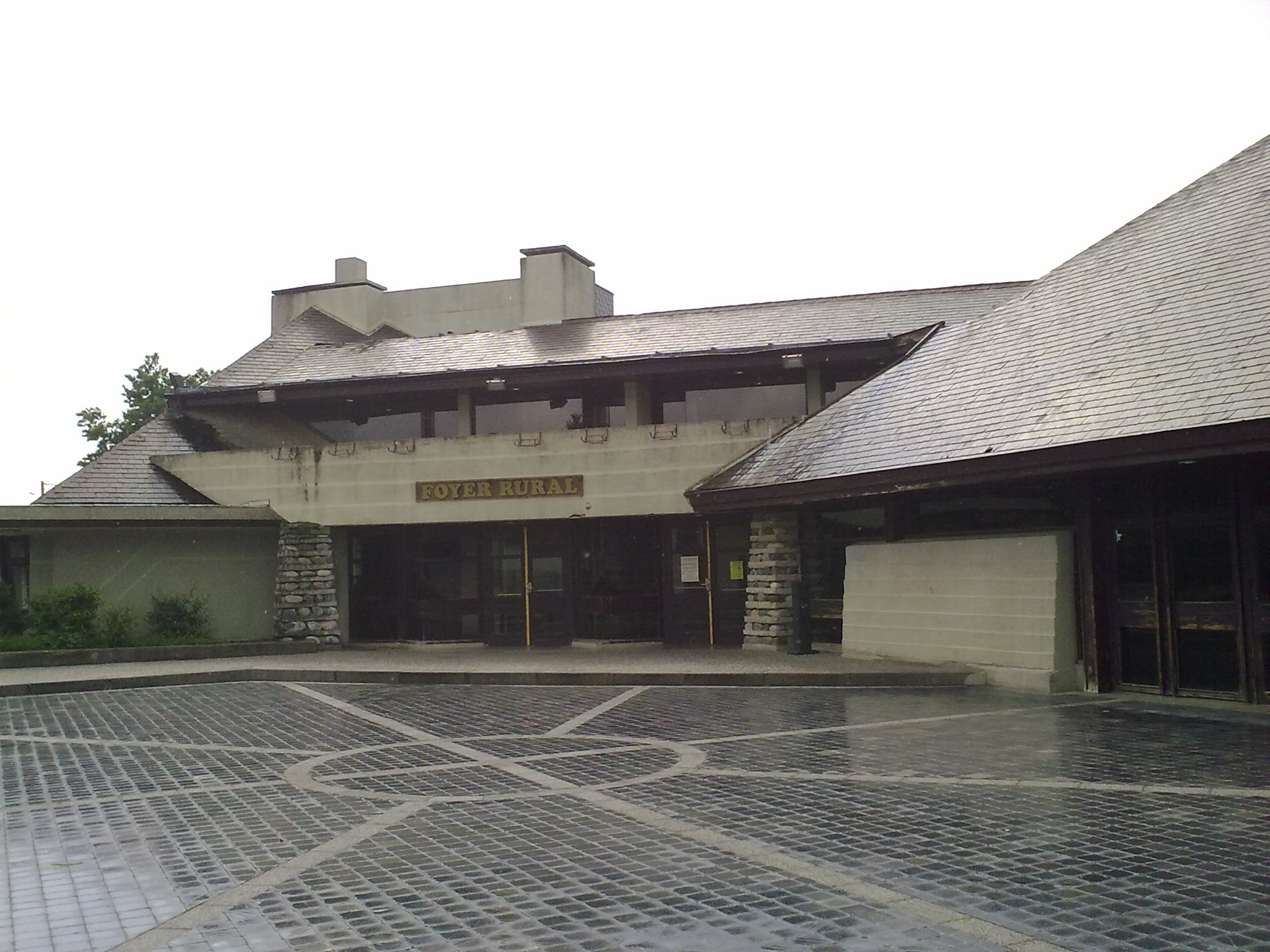
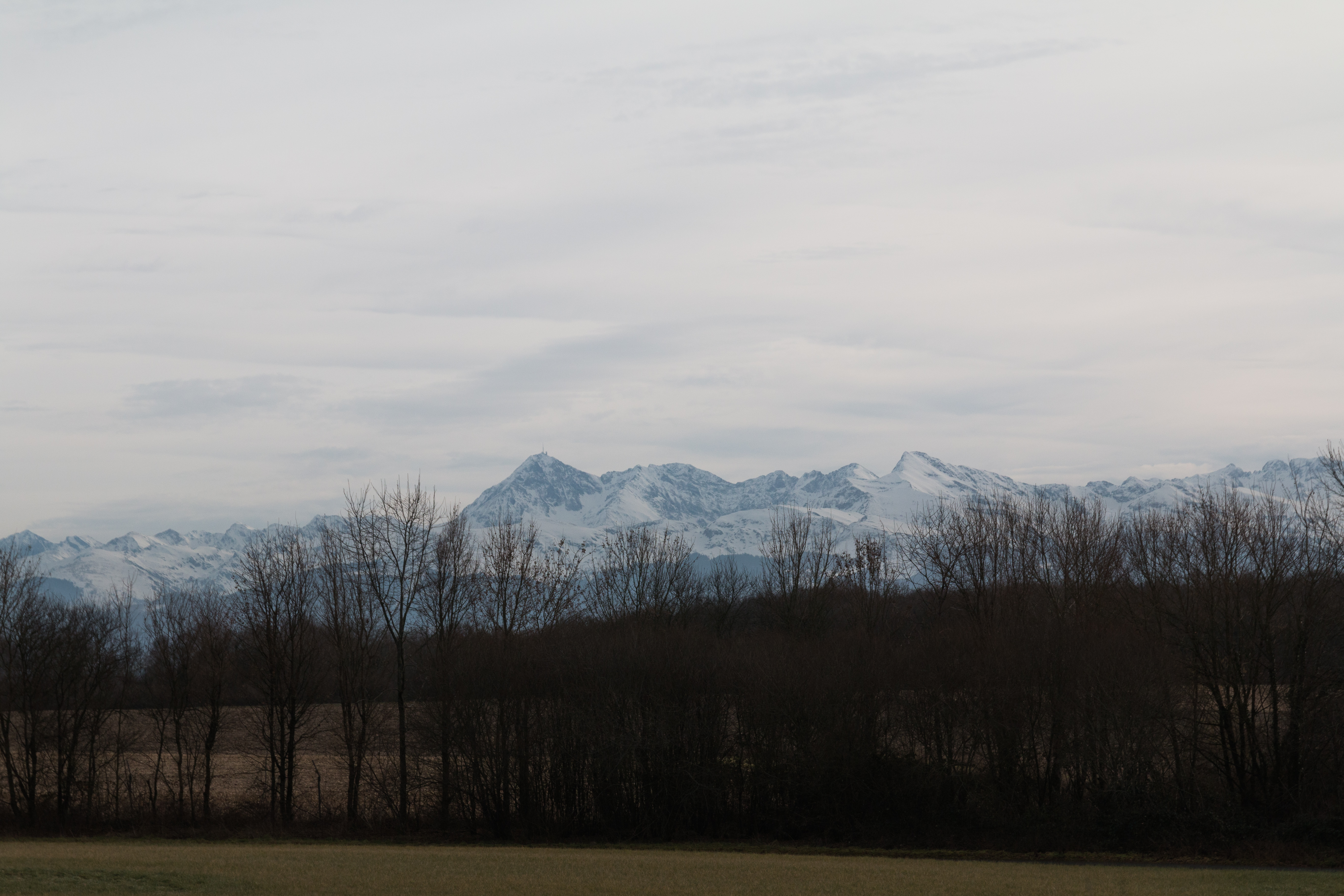
Вид на гору Миди-де-Бигор